# Antoni Kindler
Pour les articles homonymes, voir Kindler.
Antoni Kindler est un joueur de hockey sur gazon canadien évoluant au poste de gardien de but au West Vancouver et avec l'équipe nationale canadienne,.

## Biographie
Antoni est né le 16 mai 1988 à Urbana dans l'état d'Illinois, aux États-Unis.

## Carrière
Il a été appelé en équipe nationale première en 2021 pour concourir aux Jeux olympiques d'été à Tokyo, au Japon,.

## Palmarès
- : 1er à la Coupe d'Amérique en 2009
- : 2e aux Jeux panaméricains en 2011
- : 2e à la Coupe d'Amérique en 2013
- : 3e à la Coupe d'Amérique en 2022